# Nokia 6103
Nokia 6103 – telefon komórkowy wyprodukowany przez firmę Nokia działający w sieciach GSM 900, 1800, 1900.

## Dane techniczne

### Wyświetlacz
- Wyświetlacz TFT
- 65 tysięcy kolorów
- 128x160 pikseli

### Pamięć
- około 4,4 MB, bez możliwości rozszerzenia kartą pamięci

### Sieci
- 900 GSM
- 1800 GSM
- 1900 GSM

## Dodatkowe funkcje
- Port podczerwieni (IrDA)
- Łączność bezprzewodowa Bluetooth
- Złącze Pop-Port
- Zintegrowany klient E-mail
- Wysyłanie i odbiór wiadomości multimedialnych (MMS)
- Obsługa aplikacji Java
- Radio FM
- Obsługa PoC i przycisk wywoływania
- Aparat (0,3 Mpix)